# Kréta na Athénských olympijských mezihrách
Krétu na Athénských olympijských mezihrách 1906 reprezentovalo 8 sportovců (všichni muži), nikdo z nich nezískal medaili.

## Účastníci

### Atletika
- V. Boulakakis
- : maratón: ??

- Christos Ferarolakis
- : maratón: ??

- Michail Giannarakis
- : maratón: ??

- Nikolaos Malintretos
- : maratón: ??

- Christos Manarolakis
- : maratón: ??

- M. Mantakas
- : maratón: ??

- Evangelos Volanakis
- : maratón: ??

- Epaminonas Anezakis
- : skok daleký: 29. místo
- : hod diskem, řecký styl: ??
- : hod oštěpem: ??

### Sportovní střelba
- Nikolaos Malintretos
- : vojenská puška na 300 metrů: 35. místo